# Блохер, Кристоф
Кристоф Вольфрам Блохер (нем. Christoph Wolfram Blocher; родился 11 октября 1940 в Шаффхаузене) — швейцарский политический деятель, член Швейцарской народной партии, миллиардер, сделавший своё состояние в химической промышленности (фирма EMS-CHEMIE AG, в которую Блохер пришёл в конце 60-х гг. и которую он «поднял из руин»); министр Федерального департамента юстиции и полиции Швейцарии в 2004—2007 годах. Родился 11 октября 1940 года в городке Майлен (кантон Цюрих) в семье пастора.

## Образование
После окончания в 1956 году специальных курсов в городке Увизен два года постигал премудрости сельскохозяйственного производства. Изучал сельское хозяйство в университете города Вюльфлинген, но затем перепрофилировался на право и учился юриспруденции в университетах Парижа, Монпелье и Цюриха. В 1969 году — защита диплома, через 2 года — защита диссертации на тему "Гарантия собственности в сельском хозяйстве Швейцарии". 1971 год - доктор юридических наук. Несколько лет работал в ряде фирм в качестве юридического советника.

## Политическая карьера
Кристоф Блохер начал проявлять интерес к политике ещё в студенческие годы: в университете Цюриха был одним из основателей организации «Штудентенринг», затем — членом Большого Студенческого Совета университета. Позже Блохер вступает в Швейцарскую народную партию, которая была образована в 1971 году путём слияния партии крестьян, бюргеров и ремесленников и Демократической партии Швейцарии. В дальнейшем Блохер был членом Общинного совета г.Майлен (с 1974 по 1978 гг.), депутатом Кантонального совета кантона Цюрих (1975—1980 гг.).
В 1977 году избран председателем Швейцарской народной партии кантона Цюрих, в 1979 становится депутатом Национального совета. 2003 год — его избрание членом Федерального совета.